# 赤松則祐
赤松 則祐（あかまつ のりすけ/そくゆう）は、鎌倉時代末期から南北朝時代にかけての武将・守護大名。室町幕府禅律方、播磨国・備前国・摂津国守護。赤松氏6代当主。
諱は「そくゆう」とも呼ばれる。

## 生涯
正和3年（1314年）、赤松則村の子として誕生。
元弘元年（1331年）、後醍醐天皇が鎌倉幕府打倒を掲げ挙兵する（元弘の乱）。則祐は比叡山延暦寺に入って律師妙善と称しており、その縁によって後醍醐天皇の皇子で天台座主であった護良親王に付き従い、熊野、十津川、吉野城などで転戦した。元弘3年（1333年）、護良親王の使者として倒幕の令旨を父・円心（則村）に届け、赤松氏は播磨で挙兵、父に従って東上し瀬川合戦にも従軍、京都の六波羅探題を攻撃する。
則祐には武勇伝が多く、『太平記』にも幾つか記されている。熊野や十津川では護良親王を守って善戦。父に従っての高田兵庫輔頼重との戦いにおいては、後方撹乱を実行し、西条山城に突入して勝敗を決めた。また、洛中での桂川の戦いでは、増水した桂川に単騎で踊りこみ、敵陣一番乗りを果たした。京都においても相撲人としての武勇伝があったという（『梅松論』）。
建武政権下において、足利尊氏が中先代の乱平定後に後醍醐天皇に反旗を翻すと父や兄らと共に尊氏に味方し、建武3年（1336年）に尊氏が後醍醐天皇方の北畠顕家や楠木正成に敗れ、九州へ落ち延びる際は父と共に播磨で待ち構えた。
赤松氏の役目は後醍醐天皇方を播磨で足止めし、尊氏の再起の時間を稼ぐことで、父は播磨の広範囲に戦線を展開、則祐は感状山城で第二戦線の大将を命じられる。後醍醐天皇方の新田義貞によって坂本城を中心とする第一戦線が崩され、第二戦線の支城も次々に陥落するなか、則祐は奮戦し感状山城を守り抜く。白旗城下で激戦が展開されている最中に九州に落ちていた尊氏の所へ訪れ、東上を促す。
正平5年/観応元年（1350年）、観応の擾乱の最中に父が没し、長兄・範資が当主及び播磨・摂津守護となるが、翌正平6年/観応2年（1351年）に急死、遺領は分割され、摂津は甥の光範に与えられ、則祐は当主・播磨守護となる。この決定の理由については、舅（しゅうと）が幕府の実力者佐々木道誉だったことと、長年父の下で功績を積み重ねてきたことが挙げられる。次兄・貞範が幕府に疎まれていたことも家督相続に繋がった。
同年7月に護良親王の皇子・興良親王を推載、南朝に降った。このため尊氏の嫡男・義詮の討伐を受けるが、直後に義詮の叔父・直義が京都から出奔したため、この軍事作戦は謀略で則祐の降伏は偽装ともされるが、真相は不明。翌年正平一統を破棄した南朝が京都を占領し、北朝の皇族を連れ去ったため義詮が諸大名の動員を命じるとこれに応じて帰順、正平8年/文和2年（1353年）に南朝への備えとして城山城を築城した。正平10年/文和4年（1355年）には松田氏に代わって備前守護に任じられた。
正平14年/延文4年（1359年）、2代将軍となった義詮の南朝征討に従軍した。正平16年/康安元年（1361年）、幕府執事から失脚した細川清氏が南朝に属して楠木正儀らと京都を占領、則祐は幼い足利義満を播磨の白旗城へ避難させた。この時則祐は義満の無聊を慰めるため、家臣に命じて風流踊り「赤松ばやし」で接待した。これを大いに喜んだ義満は将軍になった後も毎年赤松屋敷を訪ねてこれを見たという。翌正平17年/貞治元年（1362年）に山名時氏と戦い、建徳元年/応安3年（1370年）に禅律方に任命され管領の細川頼之を補佐した。
建徳2年/応安4年（1371年）11月23日に高熱で倒れ、そのまま回復せずに11月29日未刻に京都の西洞院二条の邸で死去。享年59または61だったともいう。死因は肺炎だったとされる。
墓所は兵庫県赤穂郡上郡町河野原の宝林寺。同寺には則祐の坐像も現存する。

## 人物
- 茶人としても知られ茶器に造詣が深かった（清玩名物記に則祐肩衝を所持していたとある）。舅の佐々木道誉と共に数寄大名元祖といわれる。
- 勲功多く器量に優れた武将で、関白の近衛道嗣も「赤松則祐律師他界と云々、随分の大名の上、武家の為めの忠功他に異なるものか、惜しむ可し、惜しむ可し」と述べている（『愚管記』）[12]。

## 関連作品
映画
- 吉野勤王党（1939年、演：市川男女之助）

テレビドラマ
- 太平記（1991年、演：斎藤拓→斎藤志郎）